# كورت بوك
كورت بوك (بالألمانية: Kurt Bock)‏ هو رائد أعمال ألماني، ولد في 3 يوليو 1958 في رادن في ألمانيا.

## وصلات خارجية
- كورت بوك على موقع مونزينجر (الألمانية)